# (1501) Baade
(1501) Baade es un asteroide que forma parte del cinturón de asteroides y fue descubierto por Arno Arthur Wachmann el 20 de octubre de 1938 desde el observatorio de Hamburgo-Bergedorf, Alemania.

## Designación y nombre
Baade se designó inicialmente como 1938 UJ.
Posteriormente fue nombrado en honor del astrónomo alemán Wilhelm Heinrich Walter Baade (1893-1960).

## Características orbitales
Baade orbita a una distancia media de 2,545 ua del Sol, pudiendo alejarse hasta 3,158 ua. Su inclinación orbital es 7,319° y la excentricidad 0,2412. Emplea en completar una órbita alrededor del Sol 1483 días.